# Хадынский сумон
Хадынский сумон — административно-территориальная единица (сумон) и муниципальное образование со статусом сельского поселения в Пий-Хемском кожууне Тывы Российской Федерации.
Административный центр и единственный населённый пункт сумона — село Хадын.

## Население
| 2017 | 2018 |
| ---- | ---- |
| 660  | ↘653 |